# The Cop
The Cop è un film del 1928 diretto da Donald Crisp.

## Produzione
Il film fu prodotto dalla DeMille Pictures Corporation.

## Distribuzione
Il copyright del film, richiesto dalla Pathé Exchange, Inc., fu registrato l'11 luglio 1928 con il numero LP25458
Distribuito dalla Pathé Exchange, il film uscì nelle sale cinematografiche USA il 20 agosto 1928. Nel 1929, fu distribuito in Argentina (20 aprile, come Botones dorados), in Finlandia (23 dicembre) e in Austria.